# FK Milutinac Zemun
Maillots
Le Fudbalski Klub Milutinovac Zemun (en serbe : Фудбалски Клуб Милутинац Земун), plus couramment abrégé en FK Milutinovac Zemun, est un club serbe de football fondé en 1947 et basé à Zemun, quartier de la ville de Belgrade, la capitale.

## Personnalités du club

### Présidents du club
- Milenko Čučković

### Entraîneurs du club
- Zoran Milošević